# 마에다 마사나
마에다 마사나(일본어: 前田 正名: 1850년 4월 23일［가영 3년 3월 12일］:2-1921년［대정 10년］ 8월 11일)는 메이지 시대 일본의 관료다. 메이지 정부의 식산흥업 정책의 입안과 실천의 중심인물이다.
사츠마국 가고시마에서 번의(藩醫) 마에다 젠안(善安)의 아들로 태어났다. 아홉 살 때 오가타 코안 문하의 야기 쇼헤이에게 서양학문을 배우고, 야기의 류큐 밀무역을 도왔다.:7-8 1856년(경응 원년) 나가사키의 가 노리유키의 어학원에 번비유학생으로 보내졌고,:11-12 사츠마번 제1차 영국유학생으로도 선발되었으며,:26 고다이 토모아츠에게 다대한 영향을 받았다.:16 경응 2년(1866년) 6월에는 삿초동맹의 밀사에 참여해서 사카모토 료마에게 단도를 받았다.:20-21
메이지 원년(1868년), 타카하시 신키치・마에다 켄키치와 공저하여 『화역영사전』을 발행했다.:26-28 메이지 2년(1869년)에는 프랑스 총영사 몽블랑 백작을 수행해 파리로 유학하고,:35 한동안 몽블랑 저택에서 기숙했다.:40 프랑스 체류 중에 보불전쟁과 파리 코뮌을 체험하고, 이 체험으로 유럽을 일본이 따라잡을 수 있다는 확신을 갖기에 이른다.:43-46 1875년(메이지 8년) 6월 18일 프랑스 공사관 2등 서기생으로 취임하여 권업료 어용괘(御用掛)를 겸무했다.:48-49 또한 농업경제학자 외젠 티세랑에게 사사하여 농정과 농업경제에 대해 배웠다.:49
이후 1876년(메이지 9년) 12월 내무성 권농료 어용괘에 임명되어 귀국을 명령받고 이듬해(1877년) 3월 귀국해 동년 9월  미타 육종장을 개설했다.:55-59 1878년(메이지 11년)에는 파리 만국박람회 사무관장을 지냈다.:300
1879년(메이지 12년) 『직접무역의견일반』을 기초하여 “1. 중앙은행의 설립, 2. 무역회사의 설립, 3. 산업카르텔의 설립”을 제창했다.:68-71 1881년(메이지 14년) 대장성・농상무성 대서기관이 되었다가 이사관까지 올라갔다.:301 재직 중에 국내산업의 실태를 조사하고,:77 식산흥업을 위한 보고서를 작성해 민족자본 육성을 위한 흥업은행 설립의 필요성 등을 호소한 『흥업의견 미정고』를 정리했다. 수정의견을 받아 미정고를 고친 『흥업의견』 전30권을 만들어 제출, 1884년 12월 26일 태정관의 윤가를 받았으나, 은행 설립 제안은 유예되었다.:91-105
메이지 21년(1888년) 6월, 야마사키 나오타네의 후임으로 제7대 야마나시현지사로 부임했다. 내임 당시 도롱이삿갓 차림으로 현청 현관에 나타나 공무원들을 놀라게 했다는 일화가 있다. 야마나시현은 제5대 후지무라 시로 이래로 번벌관료 출신 현지사가 짧은 재직기간을 지내고 교대하는 일이 많았다. 마에다 역시 경제관료로서 이러한 정세 속에 부임한 단임 현지사였기에 눈에 띄는 정책은 살펴볼 수 없으나, 쿠리하라 노부치카 등과 식산흥업을 추진해 도로정비와 하천개수, 고슈포도 보급 등을 실시했다.:133-134 메이지 정부는 식산흥업 정책의 일환으로 메이지 10년(1877년)부터 메이지 36년까지 내국권업박람회를 개최했고, 여러 부현이 모인 연합공진회도 개최되어 각 부현의 물산의 우열을 겨루었다. 야마나시현에서도 공진회가 개최되어 1888년(메이지 21년) 10월 고후시에서 야마나시현 시모쿠군 연합공진회가 열렸으며, 마에다도 현지사로서 이 행사에 참석했다.
메이지 22년(1889년) 10월에는 농상무성 농무국장과 동경농림학교장을 겸임했고, 메이지 23년(1890년)에는 농상무차관이 되었다.:134-135 그러나 흥업은행 조례 창안을 기초하는 과정에서 대출권을 둘러싸고 농상무대신 무츠 무네미츠와 대립하여 잘리고 동년 5월 원로원 의관으로 전환했다. 동년 9월 29일에는 귀족원 칙선의원으로 임명되었다.:305
메이지 28년(1985년) 양잠이 성행하는 교토 하카군(현 교토부 아야베시)를 방문해 “오늘날의 급무는 국시(國是)・현시(縣是)・군시(郡是)를 정하는 데 있다”고 연설했다. 양잠업 발전과 지역진흥을 촉구해 이듬해 1896년 군시제사(郡是製絲)를 발족시켰는데, 이것이 오늘날의 군제 주식회사의 전신이다. 여기서 “시(是)”라 함은 나아가야 할 길이라는 의미를 가지고 있으며, 이후 회사 이름에 “시”가 들어가는 제사회사가 전국적으로 24개나 생겼다.
메이지 21년(1898년) 미야자키현의 카이덴 사업과 합자해서 북해도 쿠시로시에서 일본 최초의 펄프회사인 마에다제지 합명회사를 설립했다. 메이지 37년(1904년) 8월 22일 두 번재로 귀족원 칙선의원이 되었다.
메이지 40년(1907년) 아칸호 호반에 거처를 마련하고 같은 해 타케토미 젠키치와 함께 쿠시로 은행을 설립해 북해도 동부 개발에 공헌했다.
다이쇼 10년(1921년) 8월 11일 죽은 당일 남작에 서작되었다.
마에다는 식산흥업운동 초기부터 자연보호에 주목했고, 메이지 천황에게 식림과 조림을 위한 제실어료지를 불하받았다. 하여 아소, 후지고텐바, 아칸 등지에 5,000 헥타르 이상의 광대한 부지를 가진 일본 최대의 지주가 되었다. 오늘날의 아소 국립공원, 아칸 국립공원이 모두 마에다의 사유지 위에 지정된 것이라 보아도 무방하다. 잉렇게 광대한 부지에서 얻은 목재를 사용해 오지제지에 원목을 제공하고, 일체의 국비를 사용하지 않고도 재단을 운영했다. 1983년(쇼와 58년) 4월 18일 마에다 미츠코(마에다 마사나의 둘째며느리)가 사망하면서 발생한 상속세는 당시 최고액이었으며, 이후 마츠시타 코노스케가 사망할 때까지 역대 최고액이었다.